# Zbigniew Resich

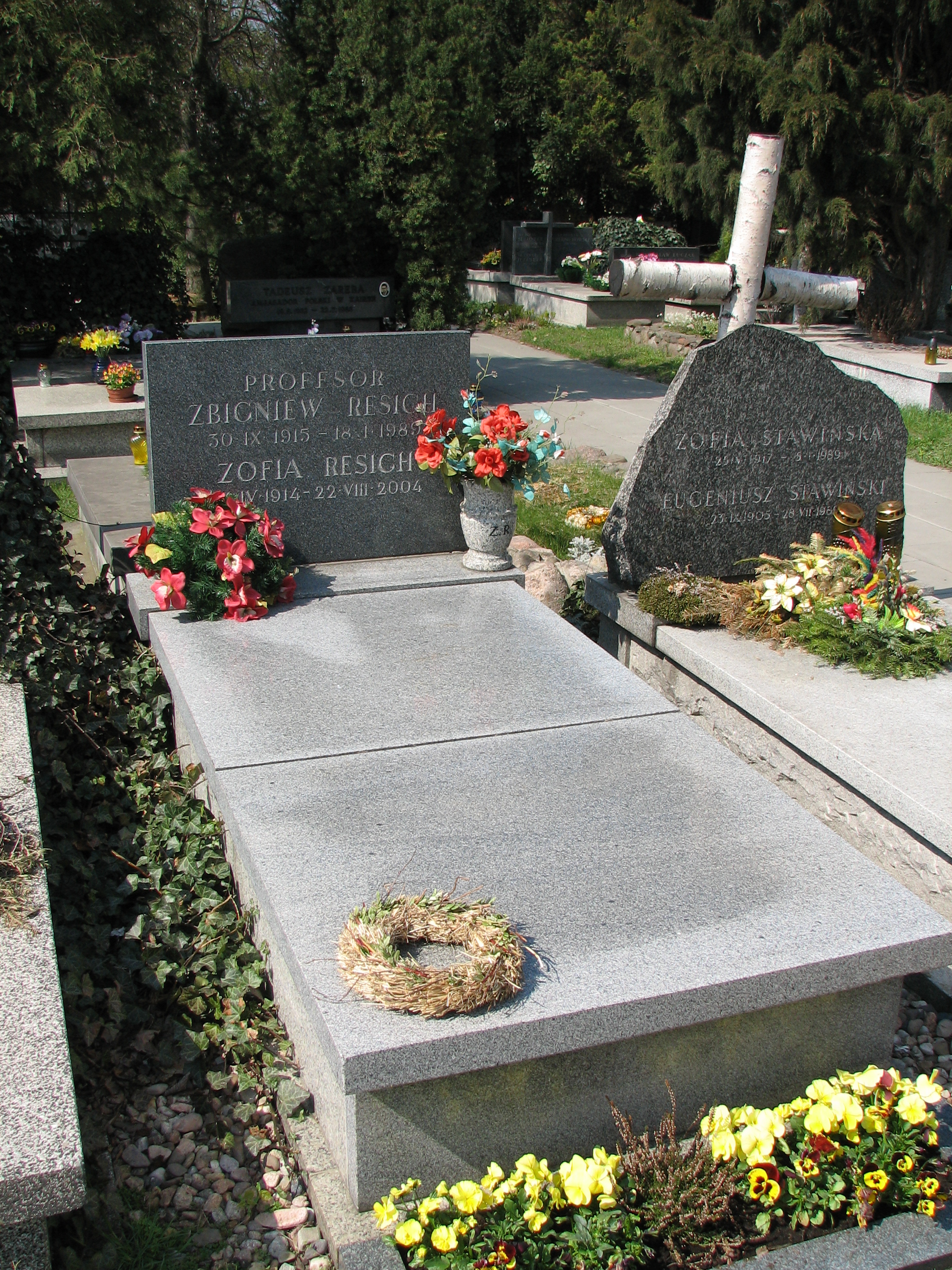
Grób Zbigniewa Resicha i jego żony Zofii

Zbigniew Resich (ur. 30 września 1915 w Wiedniu, zm. 19 stycznia 1989 w Konstancinie-Jeziornie) – polski prawnik oraz sportowiec, profesor nauk prawnych, w latach 1967–1972 pierwszy prezes Sądu Najwyższego, a w latach 1975–1981 dziekan Wydziału Prawa i Administracji Uniwersytetu Warszawskiego. Poseł na Sejm PRL V kadencji. W latach 1932–1948 zawodnik drużyny koszykówki Cracovii oraz w latach 1936–1947 reprezentant Polski w koszykówce i reprezentant Polski w piłce ręcznej.

## Życiorys
Będąc uczniem gimnazjum, mieszkał wraz z rodzicami w Krakowie. W 1939 ukończył studia prawnicze na Uniwersytecie Jagiellońskim i rozpoczął pracę naukową pod kierunkiem prof. Mariana Waligórskiego, a po odbyciu aplikacji sądowej został sędzią. W latach 1945–1953 był sędzią Sądu Wojewódzkiego w Krakowie, a w latach 1953–1972 sędzią Sądu Najwyższego. W latach 1958–1967 był Prezesem Izby Cywilnej SN, a w latach 1967–1972 Pierwszym Prezesem Sądu Najwyższego. W latach 1958–1964 przewodniczył zespołowi postępowania cywilnego Komisji ds. Reformy Prawa Cywilnego. Był współtwórcą kodeksu postępowania cywilnego z 1964. W latach 1969–1972 był posłem na Sejm PRL V kadencji z ramienia PZPR. Przewodniczył też Zarządowi Głównemu Zrzeszenia Prawników Polskich (1967–1972).
Od 1965 był profesorem Uniwersytetu Warszawskiego (w Zakładzie Postępowania Cywilnego), a w latach 1975–1981 dziekanem Wydziału Prawa i Administracji UW. Głównym polem zainteresowań naukowych prof. Resicha było postępowanie cywilne, ale także prawo międzynarodowe, a zwłaszcza ochrona praw człowieka.
W latach 1962–1970 był członkiem Komisji Praw Człowieka ONZ, pełnił kolejno funkcje przewodniczącego i wiceprzewodniczącego. Uczestniczył czterokrotnie w składzie Delegacji Rządowej na Zgromadzenie Ogólne ONZ. Był jednym z twórców takich dokumentów międzynarodowych jak Międzynarodowe Pakty Praw Człowieka, konwencja o likwidacji wszelkich form dyskryminacji rasowej czy konwencja o nieprzedawnianiu zbrodni wojennych i zbrodni przeciw ludzkości. Był członkiem Polskiej Grupy Narodowej Stałego Trybunału Rozjemczego w Hadze. Prowadził wykłady na uniwersytetach w: Santiago de Compostela, Neapolu, Amsterdamie, Teheranie, Wiedniu, Salzburgu i Paryżu.
W 1980–1981 przewodniczył społecznej komisji ds. opracowania projektu nowej ustawy o szkolnictwie wyższym (tzw. Komisja Resicha). Projekt ten, zawierający postulaty autonomii uczelni od władz państwowych, nie został wdrożony.
W 1985 otrzymał medal Kalós Kagathós.
Pochowany na Powązkach Wojskowych w Warszawie (kwatera C39-10-2).

### Kariera sportowa
W 1932 został zawodnikiem drużyny koszykówki Cracovii. Czterokrotnie brał udział jako reprezentant Polski w mistrzostwach Europy (w 1937, 1939, 1946 i 1947); w mistrzostwach w 1939 został (wraz z drużyną) brązowym medalistą. Kontuzja wyeliminowała go ze startu na olimpiadzie w Berlinie w 1936. 27 razy był reprezentantem Polski.
Przez całą karierę (1932–1948) reprezentował barwy Cracovii. Zdobył z nią mistrzostwo Polski w 1938 i wicemistrzostwo w 1946, a także Puchar Polski w 1935.
Grał także w piłkę ręczną i siatkówkę. W piłce ręcznej pięć razy wystąpił w reprezentacji Polski. Był brązowym medalistą mistrzostw Polski (1938).

## Życie prywatne
Był agnostykiem. Ojciec dziennikarki Alicji Resich-Modlińskiej, mąż Zofii Resich z domu Ciupały (która została Świadkiem Jehowy).

## Publikacje
- Poznanie prawdy w procesie cywilnym (1958)
- Dopuszczalność drogi sądowej w sprawach cywilnych (1962)
- Przesłanki procesowe (1966)
- Ochrona praw człowieka w prawie międzynarodowym (1972)
- Nauka o organach ochrony prawnej (1977)
- Polska w obronie praw człowieka (1978)
- Res iudicata (1978)
- Postępowanie cywilne (współautor Jerzy Jodłowski) (1979, najnowsze wydanie 2005)
- Międzynarodowa ochrona praw człowieka (1981)

## Odznaczenia[7]
- Order Sztandaru Pracy I klasy
- Krzyż Komandorski Orderu Odrodzenia Polski (1964)[8]
- Krzyż Kawalerski Orderu Odrodzenia Polski (1954)[9][8]
- Medal 10-lecia Polski Ludowej (1955)[10]
- Medal Komisji Edukacji Narodowej (1982)
- Odznaka tytułu honorowego „Zasłużony Nauczyciel Polskiej Rzeczypospolitej Ludowej”
- Medal „100-lecia sportu polskiego” (1968)[11]
- Medal pamiątkowy XXX-lecia Międzynarodowego Zrzeszenia Prawników Demokratów (1977)[12]
- Odznaka 20-lecia Zrzeszenia Studentów Polskich (1970)[13]
- Order Narodowy Zasługi (Francja)
- honorowy członek Zrzeszenia Prawników Polskich (1980)[14]